# 南丹市立鶴ヶ岡小学校
南丹市立鶴ヶ岡小学校（なんたんしりつ つるがおかしょうがっこう）は、京都府南丹市美山町鶴ヶ岡にあった公立小学校。木造建築の校舎と体育館が特徴で、全て地元産の木材が使用され、建築も地元業者によって行われた。南丹市は2016年度に美山町の小学校を現在の5校から1校に再編し、鶴ヶ岡小学校は統廃合の対象校となった。

## 沿革
- 1873年 - 船津の養徳寺を仮校舎として開校
- 1875年3月 - 川合村に2階建て校舎竣工
- 1941年4月 - 国民学校令により、国民学校へ改称
- 1944年4月 - 学童疎開受け入れ開始
- 1947年5月 - 学制改革により、鶴ヶ岡村立鶴ヶ岡小学校へ改称
- 1953年9月25日 - 台風13号で校舎が大破流失
- 1955年4月 - 5村合併により、美山町立鶴ヶ岡小学校へ改称
- 1955年7月 - 新校舎竣工（校舎があった場所はグラウンドへ）
- 1993年4月 - 新校舎完成（旧校舎は解体し、グラウンドへ）
- 1994年4月 - 体育館竣工
- 2006年1月1日 - 4町合併により、南丹市立鶴ヶ岡小学校へ改称
- 2016年3月 - 美山小学校に統合される形で廃校

## 主な進学先
- 南丹市立美山中学校

## 交通アクセス
- 南丹市営バス鶴ヶ岡線・福居線（休日・祝日運休）「川合」下車
- 国道162号